# Gongylidiellum nepalense
Gongylidiellum nepalense là một loài nhện trong họ Linyphiidae.
Loài này thuộc chi Gongylidiellum. Gongylidiellum nepalense được Jörg Wunderlich miêu tả năm 1983.